# Cizre (stad)
Cizre (Aramees: ܓܙܪܬܐ, Gzirto) is een stad gelegen in de provincie Şırnak, in de Aramese regio Tur-'Abdin.
In 1915, te midden van de Armeense Genocide en Aramese Genocide, uitgevoerd door de Ottomaanse regering en lokale Koerden, begonnen Aziz Feyzi en Zülfü Bey met de voorbereidingen om de christelijke bevolking van Cizre te vernietigen, op bevel van Mehmed Reshid, de vali van Diyarbekir. De kaymakam van Cizre, Halil Sâmi, werd op 2 mei 1915 vervangen door Kemal Bey omdat hij weigerde de genocideplannen te ondersteunen. Op dat moment waren twee redif (reserve) bataljons in de stad gestationeerd. Julius Behnam, Syrisch-orthodox aartsbisschop van Cizre, vluchtte naar Azakh toen hij hoorde over de moordpartijen in de provincie.
Op de nacht van 28 augustus werden Flavianus Michael Malke, Syrisch-katholiek bisschop van Gazarta, en Philippe-Jacques Abraham, Chaldeeuws-katholiek bisschop van Gazarta, vermoord. De volgende dag coördineerden Aziz Feyzi, Ahmed Hilmi (de moefti van Cizre) en Ömer (de agha van de Reman-clan) de arrestatie, marteling en executie van alle Armeense mannen en een aantal Arameeërs. De lichamen van de mannen werden in de Tigris gegooid. Twee dagen later werden de kinderen ontvoerd naar moslimgezinnen, en de meeste vrouwen werden verkracht en vermoord, waarna hun lichamen eveneens in de rivier werden geworpen.
Walter Holstein, de Duitse vice-consul in Mosoel, rapporteerde de massamoord op 9 september aan de Duitse ambassade in Constantinopel. De Duitse ambassadeur Ernst II, Prins van Hohenlohe-Langenburg meldde op 11 september aan het Duitse ministerie van Buitenlandse Zaken dat er 4750 Armeniërs en 3150 Arameeërs waren gedood.